# 大野木村
大野木村（おおのぎむら）は、愛知県西春日井郡にかつてあった村。現在の愛知県名古屋市西区大野木に該当する。

## 沿革
- 明治22年（1889年）10月1日 - 町村制の施行により、大野木村が単独で自治体を形成。
- 明治39年（1906年）7月16日 - 平田村・比良村・上小田井村・中小田井村と合併して山田村が発足。同日大野木村廃止[1]。